# Nikołaj Zajko
Nikołaj Nikiforowicz Zajko (ros. Николай Никифорович Зайко; 1908–1991) – radziecki lekarz patofizjolog, doktor nauk medycznych, profesor, członek korespondent Akademii Nauk Medycznych ZSRR (od 1969), uhonorowany tytułem „Zasłużony Działacz Nauki i Techniki USRR”. W 1981 roku otrzymał Nagrodę Państwową Ukrainy im. Borysa Patona za podręcznik fizjologii patologicznej. Był członkiem KPZR.

## Prace
- Патофизиология : учебник / Ю.В. Быць, Г.М. Бутенко, А.И. Гоженко и др. ; под ред. Н.Н. Зайко, Ю.В. Быця, И.В. Крышталя. К. : ВСИ Медицина, 2015. 744 с. + 4 с. цветн. вкл. ISBN 978-617-505-372-0